# 葡萄牙伯国
葡萄牙伯国（葡萄牙語：Condado Portucalense或Condado de Portugal）是位於今天葡萄牙北部大區一帶的隶属于萊昂王國的葡萄牙伯爵的封地。1139年，阿方索一世宣布自立為國王，葡萄牙伯國事實上獨立。1143年，葡萄牙伯国正式升格為葡萄牙王國。
葡萄牙伯國事實上指代兩個在不同時期統治葡萄牙部分地區的伯爵領地。其一是建立於868年的葡萄牙第一伯國（詳見：葡萄牙第一伯國歷史），該伯國事實上一直是阿斯图里亚斯王国及其後莱昂王国和加利西亚王国的封臣。該伯國於1071年後被併入莱昂王国。其二則是重建於1096年的葡萄牙第二伯國（詳見：葡萄牙第二伯國歷史），該伯國是由當時統治莱昂王国的阿方索六世封給他的女婿勃艮第的亨利，是為葡萄牙伯爵。1112年，亨利去世，其子阿方索·恩里克斯打算擺脫葡萄牙與卡斯蒂利亞王國等基督教國家的臣屬關係，最終於1139年成功取得獨立地位，並自封為葡萄牙國王。1143年，卡斯蒂利亞等國正式承認葡萄牙王國的獨立。

## 脚注
注释
1. ↑  Ribeiro, Ângelo; Hermano, José,  [History of Portugal: The Formation of the Territory], QuidNovi, 2004, ISBN 989-554-106-6 （葡萄牙语）

参考文献
- Barton, Simon, , Cambridge, England: Cambridge University Press, 1997
- Ferreira, João,  [Fantastic Stories of the History of Portugal] 6, Lisbon, Portugal: A Esfera dos Livros, 2010
- Mattoso, José.  2nd. Lisbon: Temas e Debates. 2014. ISBN 978-972-759-911-0 （葡萄牙语）.
- Mattoso, José.  3rd. Lisbon: Guimarães Editores. 1982. ISBN 9789726653035 （葡萄牙语）.
- Serrão, Joel, , Portugal: Livraria Figueirinhas /Porto, 1990